# Izzy Young
Izzy Young, egentligen Israel Goodman Young, född 26 mars 1928 i Bronx i New York, död 4 februari 2019 i Stockholm, var en amerikansk musikpersonlighet verksam i Sverige.
Izzy Young var son till polsk-judiska invandrare, Philip och Pola Young; fadern var bagare. Young växte upp i Bronx. Han startade ett Folklore Center i New York 1957 där han arrangerade Bob Dylans första konsert i Carnegie Hall 1961. 1973 flyttade han till Sverige där han startade Folklore Centrum som först låg på Roslagsgatan och så småningom i en liten affärslokal på Wollmar Yxkullsgatan 2 på Södermalm i Stockholm. Biblioteket där innehöll Nordens största samling av material om amerikansk folkmusik från 50- och 60-talen. Referensböckerna kom från en stor del av världen. Här fanns också en antikvariatsavdelning.  
I lokalen har Young byggt upp en tradition av minikonserter med amerikanska och svenska högklassiga musiker. Lokalen stängdes 1 november 2018.
Nyhetsbrevet Folklore Centrums Informationsblad och Tidning, även kallat Izzys blad, har sedan 1976 varit folkmusik-Sveriges mest fullständiga kalendarium och det kräver ingen föreningstillhörighet. Från början var den pappersbaserad men blev senare digitaliserad. Den ges ut i 8 nummer per år i en upplaga av 2 900. Sista numret beräknades komma ut i januari 2012.
År 1977 medverkade han i den på det maoistiska Oktoberförlaget utgivna musikpolitiska skriften Folket har aldrig segrat till fiendens musik.
Izzy Young är far till skådespelaren Philomène Grandin och svärfar till trubaduren Lars Demian. 
Youngs liv och gärning har porträtterats i boken ”Glöm allt men inte mig” (2021) och dokumentärfilmen ”Gå till Izzy!” (2021). 